# Woodstock (album)
Woodstock jest wydanym pośmiertnie albumem koncertowym Jimiego Hendriksa, zawierającym niektóre utwory z występu na Festiwalu Woodstock 18 sierpnia 1969 roku.

## Lista utworów
Autorem wszystkich utworów, chyba że zaznaczono inaczej jest Jimi Hendrix.
| Nr  | Tytuł utworu                         | Długość |
| --- | ------------------------------------ | ------- |
| 1.  | „Introduction”                       | 1:56    |
| 2.  | „Fire”                               | 3:53    |
| 3.  | „Izabella”                           | 5:10    |
| 4.  | „Hear My Train a Comin’”             | 9:16    |
| 5.  | „Red House”                          | 5:40    |
| 6.  | „Jam Back at the House”              | 7:58    |
| 7.  | „Voodoo Child (Slight Return)”       | 12:46   |
| 8.  | „Star Spangled Banner” (Traditional) | 3:42    |
| 9.  | „Purple Haze”                        | 3:25    |
| 10. | „Woodstock Improvisation”            | 4:59    |
| 11. | „Villanova Junction”                 | 3:04    |
| 12. | „Farewell”                           | 1:54    |
|     |                                      | 1:03:43 |

## Twórcy
- Jimi Hendrix – gitara, śpiew
- Mitch Mitchell – perkusja
- Billy Cox – bas
- Larry Lee – gitara rytmiczna
- Juma Sultan – instrumenty perkusyjne
- Jerry Velez – instrumenty perkusyjne